# Tętnica językowa

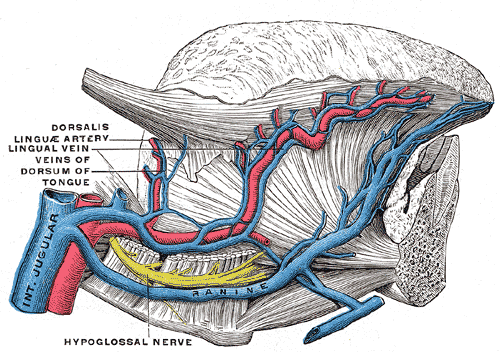
Naczynia języka – widok od strony prawej. Tętnica językowa widoczna pod przeciętym mięśniem gnykowo-językowym jako poziomo biegnące naczynie oplecione siecią naczyń żylnych. Widoczne są także gałęzie tętnicy językowej: biegnąca ku górze do nasady języka tętnica grzbietowa języka, w przedłużeniu pnia tętnicy językowej odcięta tętnica podjęzykowa oraz biegnąca do wierzchołka języka tętnica głęboka języka.

Tętnica językowa (łac. arteria lingualis) – w anatomii człowieka druga gałąź tętnicy szyjnej zewnętrznej. Najczęściej odchodzi pomiędzy tętnicą tarczową górną a tętnicą twarzową.

## Topografia
Rozpoczyna się w trójkącie tętnicy szyjnej. Jej początkowy odcinek biegnie poziomo na wysokości rogów większych kości gnykowej i zewnętrznie od mięśnia zwieracza środkowego gardła. Opleciona jest siecią naczyń żylnych. Następnie tętnica biegnie ku przodowi i ku górze przyśrodkowo od mięśnia gnykowo-językowego. W tym obszarze od góry krzyżuje ją nerw podjęzykowy, który biegnie dalej na zewnątrz mięśnia gnykowo-językowego. Następnie tętnica biegnie dalej ku przodowi i ku górze leżąc na powierzchni dolnej języka pomiędzy mięśniem podłużnym dolnym języka a mięśniem bródkowo-językowym. Końcowa gałąź tętnicy językowej nosi nazwę tętnicy głębokiej języka. W swoim przebiegu tętnica językowa posiada liczne zagięcia, które umożliwiają swobodne ruchy języka.

## Gałęzie tętnicy językowej
- gałąź nadgnykowa (łac. ramus suprahyoideus) – cienka gałąź tętnicza biegnąca po górnym brzegu kości gnykowej. W swym końcowym przebiegu zespala się z gałęzią strony przeciwległej. Czasami w ogóle nie występuje a jej funkcję przejmuję gałąź podgnykowa tętnicy tarczowej górnej. Zaopatruje ona kość gnykową oraz tkanki miękkie na drodze swojego przebiegu[1].
- gałęzie grzbietowe języka (łac. rami dorsales linguae) – zwykle 2 lub 3 kierują się ku górze zaopatrując podstawę (nasadę) języka, cieśń gardzieli i okolicę nagłośni, zespalając się tam z gałązkami tętnicy krtaniowej górnej oraz dochodzą także do  migdałka podniebiennego biorąc udział w wytwarzaniu okołomigdałkowego łańcucha tętniczego. W swym przebiegu końcowym zespalają się z jednoimiennymi gałązkami strony przeciwległej[1].
- tętnica podjęzykowa (łac. arteria sublingualis) – odchodzi przy przednim brzegu mięśnia gnykowo-językowego i jest przedłużeniem tętnicy językowej, która w tym miejscu zakręca ku górze. Tętnica podjęzykowa biegnie dalej poziomo i ku przodowi po dnie jamy ustnej, pomiędzy mięśniem bródkowo-gnykowym a mięśniem żuchwowo-gnykowym. Następnie tętnica biegnie równolegle do przewodu ślinianki podżuchwowej i pod ślinianką podjęzykową. Unaczynia ona dno jamy ustnej wraz z trzewiami (ślinianka podjęzykowa) oraz dziąsła zębów dolnych. Pod wędzidełkiem języka zespala się z tętnicą strony przeciwległej[1].
- tętnica głęboka języka (łac. arteria profunda linguae) – jest to odcinek końcowy tętnicy językowej. Biegnie ona ku górze i ku przodowi do wierzchołka języka pomiędzy mięśniem podłużnym dolnym a mięśniem bródkowo-językowym. Na swoim przebiegu podobnie jak tętnica językowa posiada liczne zagięcia umożliwiające ruchy języka. Opleciona jest gałązkami nerwu językowego. Nad wędzidełkiem zespala się ona z tętnicą strony przeciwległej. Odżywia ona trzon i wierzchołek języka[1].

## Odmiany tętnicy językowej
Niekiedy tętnica językowa nie występuje lub jest słabo wykształcona. Jej funkcję przejmują wtedy sąsiednie gałęzie tętnicy szyjnej zewnętrznej. Niekiedy tętnica nie wchodzi także przyśrodkowo pod tylny brzeg mięśnia gnykowo-językowego, lecz przebija go lub leży bocznie od niego, towarzysząc wtedy nerwowi podjęzykowemu. Tętnice grzbietowe języka niekiedy zespalają się ze sobą tworząc pojedyncze naczynie – tętnicę pośrodkową języka (łac. arteria mediana linguae), która kończy się w okolicy otworu ślepego języka.